# Domkapitularsche Audienz
Die Domkapitularsche Audienz war eine Gerichts- und Verwaltungseinheit des Hochstifts Fulda.

## Geschichte
Die Domkapitularsche Audienz war ein fuldisches Amt, in dem anstelle des Abtes der Propst des Domkapitels die Herrschaftsrechte ausübte, weshalb es als Propsteiamt bezeichnet wurde. 
Im 17. Jahrhundert führte die Auseinandersetzung des Abtes mit dem Kapitel zu einer Unabhängigkeit der Propsteiämter von der fuldischen Regierung. 1656 wurde eine erste diesbezügliche Vereinbarung zwischen Abt und Kapitel getroffen, die 1681 und zuletzt 1726 bestätigt wurde. Das Kloster hatte damit die unumschränkte Vogtei und verfügte über alle Verwaltungs- und Gerichtsrechte außer der Zent. Die propsteilichen Beamten erhoben die Steuern und lieferten diese direkt bei der Landesobereinnahme ab. Die Untertanen huldigten dem Fürstabt, dem auch die peinliche Gerichtsbarkeit zustand. 
An der Spitze des Propsteiamtes stand der Propst. Vor Ort war ein Beamter eingesetzt, der die Aufgaben eines Amtmannes hatte, aber die Amtsbezeichnung „Beamter“ führte.
Als aufgrund des Reichsdeputationshauptschlusses 1803 das Fürstentum Nassau-Oranien-Fulda entstand, wurde in Bezug auf die Rechtsprechung und Verwaltung mit der Landesherrlichen Verordnung die Ober- und Ämter betreffend vom 8. Januar 1803 eine Neuorganisation der bestehenden Ämter vorgenommen. Die Domkapitularsche Audienz wurde aufgehoben und die innerstädtischen Bestandteile wurden dem Vizedomamt Fulda und die Bestandteile außerhalb der Stadt Fulda dem Centoberamt Fulda bzw. dem Amt Weyhers zugeordnet.

## Umfang
Am Ende des Heiligen Römischen Reichs bestand das Amt aus einigen Vorstädten der Residenz, nämlich der Kellerei Hinterburg, dem Hospital zum Heiligen Geist und dem Leinwebergraben sowie den Ortschaften bzw. Höfen Dietershan, einem Hof zu Lehnerz, der Kalteherberge, dem heutigen Leipzigerhof, dem Winnenhof und Ziehers im Gebiet der Centfuld, sowie Hattenroth und Melters im Amt Weyhers.